# Игор Спасов
Игор Спасов (Сарајево, 16. март 1960 — Београд, 28. март 2020) био је српски телевизијски новинар и филмски и ТВ монтажер.

## Биографија и каријера
Спасов је од 1982. до 1986. године студирао на чешкој филмској и ТВ академији ФАМУ, где је дипломирао ФТВ монтажу. Познат је као аутор и водитељ телевизијске емисије црне хронике „Позовите 92“, која се приказивала током деведесетих година на РТБ-у.
После дугогодишњег рада на РТС-у прешао је на БК телевизију, где је направио и водио емисију „Експиријум“, у којој је своје почетке забележио и новинар Славко Белеслин. После гашења БК ТВ прешао на ТВ Ентер и одлази у Чешку. Тамо је у периоду од 2012. до 2014. године, био уредник и продуцент прашке телевизије Metropol TV, где је између осталог био и аутор емисије „Волим Праг“ и емисије црне хронике. Након окончања сарадње са ТВ Метропол, у Прагу је 2014. године, основао приватну продукцију Експиријум.
Предавао је на међународном филмском конзерваторијуму, где се поред предавања бавио и документарним и уметничким филмом. У припреми му је књига „Историја балканског подземља“. Радио је на реализацији сценарија за играну ТВ серију о животу полицајаца који је написао, а заснован је на истинитим догађајима који су потресали јавност.
Преминуо је у Београду 28. марта 2020. године у сну од последица срчаног удара.